# Acacia donnaiensis
Acacia donnaiensis är en ärtväxtart som beskrevs av François Gagnepain. Acacia donnaiensis ingår i släktet akacior, och familjen ärtväxter. Inga underarter finns listade i Catalogue of Life.